# ماريا (إمبراطورة)
ماريا هي امبراطورة رومانية قرينة، كانت زوجة الإمبراطور هونوريوس وابنة القائد ستيليكو. تزوجت من الإمبراطور هونوريوس والذي كان ابن خالها وهم صغار بعد موت ثيودوسيوس الأول والذي نصب ابنه هونوريوس كامبراطور روماني في الغرب وتركه تحت وصاية ستيليكو. اعجب الإمبراطور بها واثرت به في الموافقة على سياسات ابيها ستيليكو. فشلت في الانجاب منه وفي الاخير توفيت في سنة 407. ليتزوج الإمبراطور من اختها ثيرمانتيا لكنه سرعان ما طلقها بسبب اعدام ستيليكو.